# Radarhorisont
 Der er for få eller ingen kildehenvisninger i denne artikel, hvilket er et problem. Du kan hjælpe ved at angive troværdige kilder til de påstande, som fremføres i artiklen.

Radarhorisonten er den afstand fra en radar, hvor radaren 'ser' horisonten. Jo længere ude bag horisonten, jo højere oppe skal fly være for at kunne detekteres. De større søgeradarer kigger længere ud end radarhorisonten, men kan af gode grunde ikke se de lavtgående fly. Dette kan udnyttes af fly, der ikke vil opdages i forbindelse med f.eks. kamphandlinger.
Under specielle vejrforhold kan radarstrålerne dog afbøjes, således at radaren kan se lavtgående fly længere ude end den teoretiske radarhorisont, men denne effekt kan af gode grunde ikke udnyttes udover når vejret tillader det.
Radarhorisonten beregnes på samme måde som kimingen, og formlen kaldes også ofte for kimingsformlen:
Synsafstand i kilometer ={\displaystyle {\sqrt {13\times h}}}, hvor h = højden over jorden i meter.
| Luftfart | Spire Denne artikel om flyvning er en spire som bør udbygges. Du er velkommen til at hjælpe Wikipedia ved at udvide den. |